# 格季米纳斯·瓦格诺留斯
格季米纳斯·瓦格诺留斯（1957年6月10日—），立陶宛政治家，曾两次担任立陶宛总理（1991年-1992年、1996年-1999年），签署了立陶宛国家重建法案。
瓦格诺留斯原为祖國聯盟理事会主席，1999年瓦格诺留斯与该党的党主席维陶塔斯·兰茨贝吉斯产生分歧；4月30日，瓦格诺留斯发表电视讲话宣布将辞去总理和该党理事会主席职务；5月3日，瓦格诺留斯递交辞呈获得总统瓦尔达斯·阿达姆库斯批准。2000年，瓦格诺留斯宣布将建立新政党。
立陶宛在1990年恢复独立后，其临时货币立陶宛塔龙那被称为vagnorkė或vagnorėlis。